# Saint-Sauveur-d’Aunis
Saint-Sauveur-d’Aunis település Franciaországban, Charente-Maritime megyében. Lakosainak száma 1885 fő (2022. január 1.). Saint-Sauveur-d’Aunis Anais, Angliers, Benon, Ferrières, Le Gué-d’Alleré, Nuaillé-d’Aunis és Saint-Jean-de-Liversay községekkel határos.

## Népesség
A település népessége az elmúlt években az alábbi módon változott:
| Lakosok száma | 731  | 922  | 899  | 1368 | 1654 | 1679 | 1704 | 1732 | 1727 | 1885 |
|               | 1968 | 1982 | 1990 | 2006 | 2013 | 2015 | 2017 | 2019 | 2020 | 2022 |